# Atena Partenos
Atena Partenos (stara grščina: Ἀθηνᾶ Παρθένος, dobesedno Atena Devica) je ogromen  krizelefantinski kip (iz zlata in slonovine) grške boginje Atene, ki so ga izdelali Fidija in njegovi pomočniki. Postavljen je bil v Partenonu v Atenah. Vzdevek je bil bistven del boginje same. V starih in sodobnih obdobjih so bile narejene številne replike in druga dela, ki se zgledujejo po njem.
To je bila najbolj znana kultna podoba Atene in velja za enega največjih dosežkov najbolj priznanega kiparja antične Grčije. Fidija je začel delo okoli 447 pr. n. št. Lahar je odstranil zlate liste leta 296 pred našim štetjem, da bi plačal svoje čete, ter jih zamenjal z bronom in verjetno potem pozlatil. Kip je bil poškodovan zaradi požara okoli 165 pred našim štetjem, a popravljen.  V Partenonu je stal do 5. stoletja našega štetja, ko so ga odstranili Rimljani. Opisi ga omenjajo v Konstantinoplu v 10. stoletju. 

## Opis
Antični pisec Pavzanias opisuje kip:
 ... Kip je ustvarjen s slonovino in zlatom. Na sredini njene čelade je podoba sfinge ... in na obeh straneh čelade sta grifona v reliefu ... Kip Atene je pokončen s tuniko, ki se dotika nog, na prsih je glava Meduze, izdelana iz slonovine. Drži kip Nike, pribl. štiri komolce visoko, na drugi strani pa sulico; ob  nogah skriva ščit in v bližini kopja je kača. Ta kača je Erihtonij. Na podstavku je prikazano rojstvo Pandore v reliefu. 
Splošni videz Atene Partenos je treba presojati po njeni podobi na kovancih , iz njenih reprodukcij miniaturnih skulptur, votivnih predmetov in likov na vgraviranh draguljih. 
Atenina glava je nekoliko nagnjena naprej. Stoji in z levico počiva na pokončnem ščitu. Njeno levo koleno je rahlo ukrivljeno, njena teža je nekoliko preusmerjena na desno nogo. Njena peplos je prevezana v pasu s parom kač, katerih repi so zavezani na hrbtu. Kite las so spuščene na oklep boginje. V njeni iztegnjeni desni roki je krilata Nike; ali je bila pri Fidijevem izvirniku podpora pod njo, se je veliko razpravljalo;  dokazi ohranjenih različic so protislovni. Natančen položaj sulice je pogosto izpuščen, prav tako ni povsem določeno, ali je bila kljuka v desni roki Atene ali je bila podprta z eno od kač v egidi, kot jo je obnovil N. Leipen,  ki sledi dragulju.
Kip je bil sestavljen na leseni konstrukciji, prekrit z oblikovanimi bronastimi ploščami, te pa prekrite z odstranljivimi zlatimi ploščami, razen površin boginjinega obraza in rok iz slonovine; zlato naj bi tehtalo 44 talentov, kar je približno 1100 kg; Atena Partenos je utelešala precejšen del atenske zakladnice. 

## Antične kopije
- Varvakejonska Atena, rimska kopija v marmorju z znakom 2. stoletja, ki je v Narodnem arheološkem muzeju v Atenah.
- Lenormantska Atena, nedokončana, 2. do 3. stoletje, tudi v Narodnem muzeju v Atenah.
- Še en izvod je v Louvru. [9]
- Druga kopija je v Narodnem muzeju Romano v Rimu.
- Kopija iz 3. stoletja pred našim štetjem je v Narodnem muzeju Srbije v Beogradu. [10]
- Kopija iz 3. st. pr. n. št., rimski marmor, znižan obseg ščita, je v zbirki Strangford, ki je ohranjena v Britanskem muzeju. [11]

## Replika v Nashvillu
Sodobna kopija Alana LeQuira stoji v reprodukciji Partenona v Nashvillu, Tennessee. LeQuire, po rodu iz Nashvilla, je prejel naročilo za izdelavo partenonskega kultnega kipa. Njegovo delo se je zgledovalo po opisih izvirnika. Sodobno različico je delal osem let in je bila predstavljena javnosti 20. maja 1990.
Sodobna različica Atene Partenos je pomembna zaradi svojega obsega in pozornosti na Fidijevo delo. Kip ima dodatno razsežnost realizma do replike Partenona, katerega notranjost je bila le velika prazna hala pred odkritjem kipa v njej. Atena Partenos daje vtis, da je resnično znotraj starodavnega kraja čaščenja.
Nashvillska Atena Partenos je izdelana iz kompozita sadre, cementa in steklenih vlaken. Glava Atene bila sestavljena iz aluminijaste armature, spodnji del je iz jekla. Štirje 10-palčni H-tramovi stojijo na betonski konstrukciji, ki se razteza čez Partenonovo nadstropje in klet navzdol do žive skale in podpira veliko težo kipa. LeQuire je vsako od 180 mavčnih plošč, ki so bile uporabljene za ustvarjanje kipa, pritrdil na jekleno armaturo.
Nashvillska Atena je visoka 12,5 m in je največji primerek notranjega kipa v zahodnem svetu.

### Pozlačena in poslikana
LeQuire  je naredil raziskavo z osebjem Partenona, da bi zagotovil podobnost Fidijevega kipa. Najprej je 12 let stal v Nashvillu le navaden bel kip. Leta 2002 so prostovoljci Ateno pozlatili pod nadzorom mojstra zlatenja Louja Reeda. Pozlata je trajala manj kot štiri mesece in naredili so sodoben kip, za katerega se zdi, da je veliko bolj podoben Fidijevi Ateni Partenos.
Zlate plošče na Atenem kipu v antičnih časih so tehtale približno 680 kg in so bile 1,6 do 3,2 mm debele. Iz 23,75-karatnih zlatih listov, debeline ene tretjine lista papirja, zlato nashvillske Atene Partenos tehta skupaj 3,9 kg. Sodobna potratnost pozlate tako velikega kipa zbledi v primerjavi z razkošno porabo Grkov.